# 伯利恆 (自由邦)

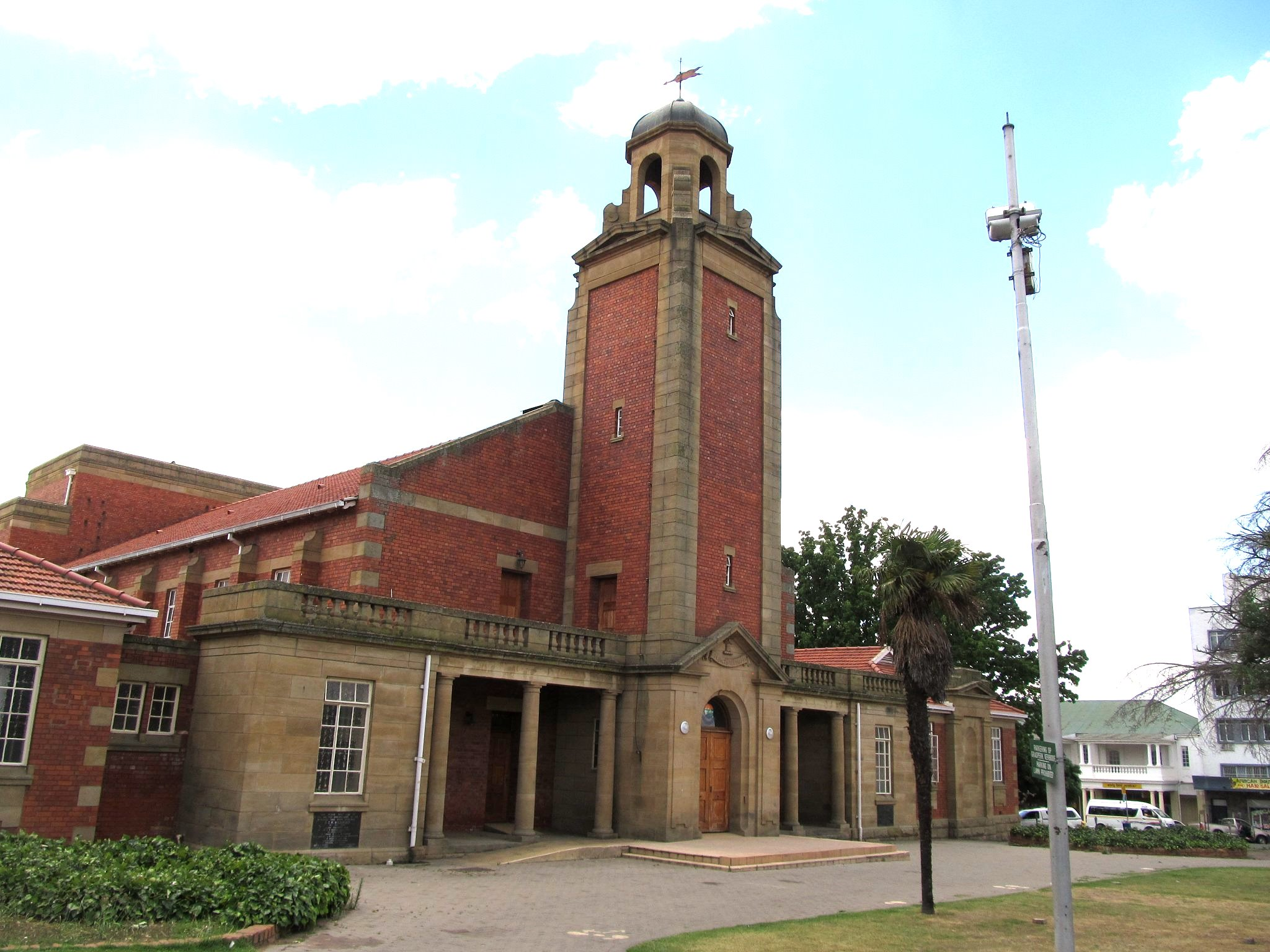
伯利恆

伯利恆是南非的城鎮，位於該國中部，由自由邦省負責管轄，距離布隆方丹240公里，始建於1859年，面積17.87平方公里，2001年人口11,815，人口密度每平方公里660人。

## 外部連結
- Bethlehem Information
- Dihlabeng Local Municipality（页面存档备份，存于）